# Latent retorik
Latent retorik  används i samband med visuell retorisk analys i syfte att tydliggöra samt öka förståelsen för det visuella budskapets persuasiva makt och dess förmåga att påverka betraktarens åsikter, beslut och handlingar.
Varje bild har en latent nivå. I syfte att kunna skapa sig en uppfattning om denna nivå är det därför nödvändigt att uppmärksamma de underliggande och vilande detaljerna i bilden som utmanar betraktarens tolkningar. Bildens natur är i centrum för analysen av den latenta nivån, men till skillnad från den manifesta nivån, syftar bildens latenta nivå till att tolka på ett mer deskriptivt sätt. Den latenta nivån inbegriper därför funderingar kring vilka associationer som bilden vill väcka, vilka argument som förs fram samt vilka tolkningar som betraktaren inbjuds till att göra. I samband med reflektion kring manifest retorik finns det anledning att även uppmärksamma Roland Barthes begrepp konnotation.
Latent nivå kännetecknas genom att bilden:
- argumenterar estetiskt, strukturellt eller genom ethosappeller,
- är dold, undermedveten eller oklar för mottagaren,
- sträcker sig över längre tid och behöver upprepas,
- uppfattas vanligtvis inte som retorik utan som exempelvis estetik, information och underhållning,
- förbereder en effekt, en kommande handling samt
- bekräftar till synes föreliggande hållningar, opinioner och vanor.[4]

I samband med att analysera visuella budskap utifrån en latent nivå är även av intresse att inledningsvis analysera det visuella budskapets manifesta nivå (manifest retorik).